# Altér real
Altér real – jedna z gorącokrwistych ras konia domowego, pochodząca z Portugalii. Są to konie szlachetne w typie iberyjskim, niekiedy traktowane jako odmiana koni luzytańskich. Dzięki odpowiedniej mechanice ruchu, konie te użytkowane są często w ujeżdżeniu i Wyższej Szkole Jazdy, a także w walkach z bykiem. Występują tylko w gniadym umaszczeniu.

## Historia
Rasa powstała w okręgu Alentejo w południowej Portugalii w stadninie rodu Braganza w Villa do Portel w 1748 roku poprzez skojarzenie klaczy andaluzyjskich z ogierami arabskimi. Osiem lat później stadnina została przeniesiona na obecne miejsce do Altér w Portugalii – stąd pochodzi nazwa rasy. We wczesnych latach stadnina przeżyła ciężkie chwile, łącznie z kradzieżą najlepszych koni przez wojska Napoleona w 1814 roku.

Pod koniec wieku XIX, po nieudanych próbach odnowienia rasy poprzez krzyżowanie z rasami obcymi, rasę odnowiono dzięki ponownemu krzyżowaniu z końmi andaluzyjskimi. Na początku XX wieku stadnina w Altér została zamknięta, a jej archiwa zniszczono. Uratowano kilka koni, które dzięki inicjatywie portugalskiego hipologa dr Ruy D'Andrade umożliwiły zachowanie hodowli. W roku 1942 przekazał on państwu utrzymaną mała hodowlę koni czystych rasowo. Odnowiona w ten sposób stadnina Altér de Chao (Alter Real) stała się pieczołowicie prowadzonym obiektem prestiżowym.

## Pokrój
Wysokość waha się od 150 cm do 160 cm. Maść głównie gniada. Głowa sucha i wąska, profil prosty lub garbonosy. Szyja wysoko osadzona i wygieta, kłąb mało wydatny, łopatka często zbyt krótka i stroma. Grzbiet krótki i mocny. Mocny, lekko ścięty zad. Kończyny szczupłe, ale bardzo solidne, o elastyczych pęcinach i mocnych kopytach.